# We Made You
«We Made You» —en español: «Nosotros te hicimos»— es una canción del cantante estadounidense Eminem con la colaboración de Charmagne Tripp. «We Made You» fue producida por Dr. Dre y lanzada por Interscope Records, durante el segundo cuarto del año 2009, como el primer sencillo de Relapse, el sexto álbum de estudio del rapero.

## Video musical
El video musical de "We Made You" fue dirigido por el director estadounidense Joseph Kahn, quien también dirigió para Eminem el video musical de "Without Me" —canción ganadora de un Grammy—. Su rodaje fue realizado en Las Vegas y cuenta con cameos de Dr. Dre y 50 Cent, entre otros.

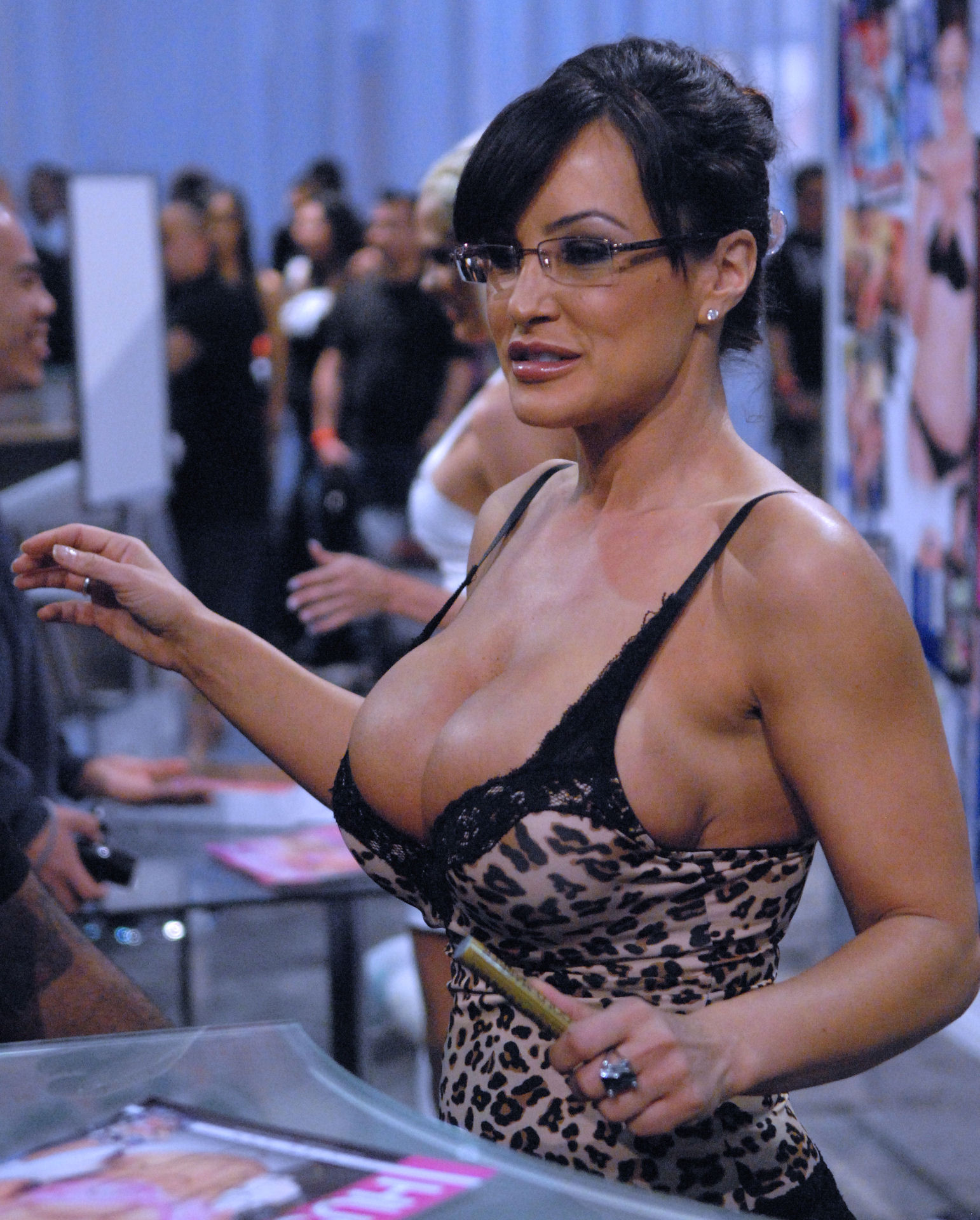
La actriz porno Lisa Ann aparece en el videoclip parodiando a Sarah Palin.

El video musical sigue la tendencia irónica de los videos musicales de sencillos anteriores de Eminem, como "Just Lose It" y "Ass Like That". Por su parte, en el video musical de "We Made You" las personas aludidas son: Kim Kardashian, Elvis Presley, Jessica Simpson, Ellen DeGeneres, Lindsay Lohan, Britney Spears, Amy Winehouse entre otros.
La situación inicial es Eminem vestido como Bret Michaels, y a continuación una modelo simulando ser Jessica Simpson cantando el coro de la canción, después se hace alusión al programa de televisión Rock of Love en el que las participantes son algunas de las ya mencionadas.  En la primera escena sale la parodia de Kim Kardashian en el que se logra apreciar que como dice la canción Maximus Again obviamente habla del trasero de dicha persona, durante cada escena se logra apreciar a Eminem bailando sobre un juego basada al juego Guitar Hero, luego aparece la escena de Lindsay Lohan como dice la canción tipo lesbiana en un camión de carga con Samantha y con Eminem donde Samantha y Lindsay se besan y Eminem lo quiere detener y Samantha le hace una señal obscena y luego el camión se transforma en un robot (Transformers). De ahí regresamos a la escena de Kim Kardashian donde cantan el coro, luego nos pasamos al show de Ellen DeGeneres donde el "Eminem Alien" le golpea la pierna y Ellen comienza a llorar, luego la escena de Sarah Palin (interpretada en el videoclip por Lisa Ann) donde aparece a una parodia de ella con ropa provocativa sobre una mesa, después de la versión "Little Friend" pasamos a la escena de Britney Spears (Derrick Barry hace de ella) donde es una parodia al video Gimme More allí mismo aparece el exesposo de Britney, Kevin donde Spears le da un derechazo a Eminem, se pasa a la escena donde sale Samantha Ronson ebria y canta la canción borracha. Se regresa entonces a Sarah y de ahí a la parte de Eminem en el juego, luego se van al casino donde juegan y va la parte de Jessica Alba, que se baña, cuando aparece el "Eminem Alien" y Jessica lo golpea (Psicosis), regresamos al casino y de ahí a la parte de Amy Winehouse y Blake y el beso. Más tarde se van al "Planeta Womyn" parodia a lesbianas donde se enfrenta Eminem con Samantha por Lindsay (pardoiando un capítulo de Star Trek). De ahí a una parodia de Elvis Presley en la canción Jailhouse Rock donde bailan en las celdas. Como se logra apreciar en la parodia a Jessica Simpson y Sarah Palin son actrices porno que contrató Eminem, también se logra apreciar a Rihanna (haciendo uhura) en la escena de la nave(viaje a las estrellas). El video concluye con Eminem rodeado de todas las mujeres quitándole la ropa, durante las escenas, Eminem como se dijo ya esta sobre el tablero de Guitar Hero luciendo un atuendo urbano y sencillo de color negro.
Varios meses después de su estreno, el video musical de "We Made You" fue nominado en cuatro categorías de los MTV Video Music Awards 2009. La principal de ellas fue en la categoría Mejor video del año, la más importante de la premiación, en la que compite con los videos musicales de "Single Ladies (Put a Ring on It)" de Beyoncé, "Poker Face" de Lady GaGa, "Love Lockdown" de Kanye West y "Womanizer" de Britney Spears.

## Rendimiento en las listas musicales de canciones
Estados Unidos
Tras el lanzamiento de su descarga digital en América Anglosajona, "We Made You" debutó instantáneamente en el top 10 de las listas musicales de canciones de Canadá y los Estados Unidos.
En los Estados Unidos "We Made You" debutó la semana del 2 de mayo de 2009 directamente en la posición número 9 del Billboard Hot 100, donde registró el mejor debut hecho por un sencillo de Eminem. Su elevado debut en la lista musical de canciones, se debió a que éste vendió 167.000 descargas digitales en su primera semana en el país.
Aunque "We Made You" debutó con fuerza en el Billboard Hot 100, éste vendió mucho menos de las 418.000 descargas digitales récords vendidas por "Crack a Bottle" en su primera semana como descarga en los Estados Unidos. Además de ello, aunque "We Made You" registró 19 millones de impresiones por audiencia en su primera semana en las estaciones de radio de R&B y hip-hop, éstas fueron también inferiores a los 33 millones de impresiones registradas por "Crack a Bottle" en el mismo período en el país. Todo ello se debió a que "Crack a Bottle" representó el primer lanzamiento como artista principal del rapero, después de más de tres años.
Por su parte, aquella semana con su debut, "We Made You" superó de paso al de "Know Your Enemy" de Green Day, el cual debutó en la posición número 40 del Billboard Hot 100. Ello se debió, en parte, a la popularidad de su video musical dirigido por Joseph Kahn, el cual para aquel entonces era número 1 en MTV.

## Listas musicales de canciones
| América        |                      |    |
| Canadá         | Canadian Hot 100     | 6  |
| Perú           | Peru top 100         | 1  |
| Estados Unidos | Billboard Hot 100    | 9  |
| México         | Top 50 Singles Zonft | 4  |
| Asia           |                      |    |
| Japón          | Japan Hot 100        | 13 |
| Europa         |                      |    |
| Alemania       | Top 100 Singles      | 9  |
| Austria        | Top 75 Singles       | 6  |
| Bélgica        | Top 50 Singles       | 13 |
| Dinamarca      | Top 40 Singles       | 8  |
| Europa         | Hot 100 Singles      | 4  |
| Francia        | Top 100 Singles      | 11 |
| Irlanda        | Top 50 Singles       | 1  |
| Noruega        | Top 20 Singles       | 5  |
| Países Bajos   | Top 100 Singles      | 19 |
| Reino Unido    | Top 75 Singles       | 4  |
| Suecia         | Top 60 Singles       | 11 |
| Suiza          | Top 100 Singles      | 4  |
| Oceanía        |                      |    |
| Australia      | Top 50 Singles       | 1  |
| Nueva Zelanda  | Top 40 Singles       | 1  |

| Predecesor: "Jai Ho! (You Are My Destiny)" de A. R. Rahman con Nicole Scherzinger | Top 50 Singles — Sencillo número uno 23 de abril de 2009 — 29 de abril de 2009 | Sucesor: "Poker Face" de Lady Gaga                              |
| Predecesor: "Jai Ho! (You Are My Destiny)" de A. R. Rahman con Nicole Scherzinger | Top 50 Singles — Sencillo número uno 11 de mayo de 2009 — 17 de mayo de 2009   | Sucesor: "Boom Boom Pow" de The Black Eyed Peas                 |
| Predecesor: "Brother" de Smashproof con Gin                                       | Top 40 Singles — Sencillo número uno 11 de mayo de 2009 — 17 de mayo de 2009   | Sucesor: "Knock You Down" de Keri Hilson con Ne-Yo y Kanye West |

## Certificaciones
| País          | Proveedor | Año  | Discográfica | Certificación | Tipo   | Ventas certificadas |
| ------------- | --------- | ---- | ------------ | ------------- | ------ | ------------------- |
| Oceanía       |           |      |              |               |        |                     |
| Australia     | ARIA      | 2009 | UMA          | Platino       | Single | 70.000              |
| Nueva Zelanda | RIANZ     | 2009 | Universal    | Oro           | Single | 7.500               |

## Curiosidades
- La línea que se oye al final de la canción que dice "Get down, down, down" fue retomado de la canción Just Lose It del álbum Encore.
- Oficialmente "We Made You" es el primer sencillo del álbum Relapse, pero extraoficialmente y cronológicamente el primer sencillo del mismo es "Crack a Bottle".